# Palmarillo, Soconusco
Palmarillo är en ort i Mexiko.   Den ligger i kommunen Soconusco och delstaten Veracruz, i den sydöstra delen av landet, 500 km öster om huvudstaden Mexico City. Palmarillo ligger 49 meter över havet och antalet invånare är 296.
Terrängen runt Palmarillo är platt. Runt Palmarillo är det ganska tätbefolkat, med 179 invånare per kvadratkilometer. Närmaste större samhälle är Acayucan, 12,6 km väster om Palmarillo. Omgivningarna runt Palmarillo är en mosaik av jordbruksmark och naturlig växtlighet.